# Maâti Benkacem
Maâti Benkacem (orthographié parfois Ben Kacem, Benkassem ou encore Belkacem),  né en 1928 à Salé et décédé le 9 mai 2001 à Rabat, est un musicien instrumentaliste, chanteur et compositeur marocain.

## Biographie
Né en 1928 dans la médina de Salé, il apprend à jeune âge le coran comme ses pairs au msid (école coranique). Pendant son enfance, il s'initie à la musique arabo-andalouse et au chant du Malhoun en fréquentant les cafés traditionnels, notamment celui de Mohamed Baroudi, les « Halka » de Bab Lakhmis (Salé) et de Souk Laghzel (Rabat).
À l'âge de 15 ans, il commence à imiter les grands chanteurs arabes de l'époque, comme Mohammed Abdel Wahab, Oum Kalthoum et Farid El Atrache.
En 1947, il forme, en compagnie d'un groupe d'amis, un orchestre local dirigé par le musicien Mohammed benabdeslam, appelé « Al Ittihad Assalaoui », puis rejoint l'orchestre de la radio régionale de Fès. Il se fait remarquer par sa maîtrise de la contrebasse et le luth. 
Pendant les années 1950, il fréquente également des groupes de jazz américains dans la base de Kénitra (40 km de Salé).
Après l'indépendance du Maroc en 1956, il se consacre à la chanson marocaine et travaille avec les plus éminents et les plus importants musiciens de l'époque, comme Abderrahim Sekkat et Abdenbi El-Jerari.
Plusieurs de ses chansons sont devenues des classiques de la musique marocaine moderne, notamment Alach ya ghzali, Ya Bent Lamdina, Kan yahen alia et Mkhasamni.